# أحمد حمزة المهدي
أحمد حمزة المهدي سياسي ليبي، عضو في المجلس الرئاسي الليبي منذ 2016.   